# Iniciativa za demokratični socializem
Iniciativa za demokratični socializem (kratica: IDS) je bila slovenska parlamentarna stranka, ki so jo uvrščali med leve, socialistične stranke v Sloveniji. Stranka je nastala 8. marca 2014 na ustanovnem kongresu v ljubljanskih Španskih borcih. Stranka ni imela predsednika, ker je predsedstvo kolektivno, temveč koordinatorja, ki je bil Luka Mesec. Stranka si je prizadeva za prehod sistema iz kapitalizma v socializem, ki bo demokratičen ter okoljsko vzdržen.

## Zgodovina

### Volitve v Evropski parlament 2014
Na volitvah za evropski parlament se je IDS povezala s Stranko za trajnostni razvoj Slovenije in Demokratično stranko dela v koalicijo Združena levica. Združena levica je na volitvah prejela 5,47 odstotkov glasov, kar za vstop v evropski parlament ni zadostovalo.

### Državnozborske volitve 2014
Na volitvah v državni zbor se je IDS povezala s Stranko za trajnostni razvoj Slovenije (TRS) in Demokratično stranko dela (DSD) v koalicijo Združena levica (ZL). Združena levica je na volitvah prejela 5,97 odstotkov glasov, kar je zadostovalo za vstop v državni zbor.

### Združitev v Levico
Iniciativa za demokratični socializem se je 24. junija 2017 združila z Stranko za ekosocializem in trajnostni razvoj v stranko Levica.